# Hapoel Akka
Hapoel Akka (hebr. הפועל עכו Hapoel Akko) – izraelski klub piłkarski, mający siedzibę w mieście Akka.

## Historia
Klub został założony w 1946 roku. Do lat 70. XX wieku klub występował w niższych ligach. W sezonie 1975/76 klub zajął drugie miejsce i awansował do najwyższej ligi, ale po dwóch sezonach spadł z powrotem do drugiej ligi. W latach 90. klub spadł do Liga Alef, a powrócił do Liga Arcit dopiero w sezonie 1998/99. W sezonie 2003/2004 klub zajął drugie miejsce i awansował do Liga Leumit. W sezonie 2008/09 zdobył awans do Premier Ligi.

## Sukcesy
- Toto Cup (Leumit): 2005/2006